# Амельковщина
Амельковщина или ранее Омельковщина (бел. Амелькаўшчына) — деревня в составе Хойникского горсовета Хойникского района Гомельской области Беларуси. В связи с радиационным загрязнением после катастрофы на Чернобыльской АЭС жители (173 семьи) переселены в места не загрязнённые радиацией.

## География
В 20 км на северо-восток от районного центра Хойники и железнодорожной станции в этом городе, расположенной на ветке Василевичи — Хойники, отходящей от линии Брест — Гомель, в 97 км от Гомеля.

## Транспорт
Транспортная связь по просёлочной, а затем по автодороге Ровенская Слобода — Хойники

## История
В «Камеральном описании Речицкой округи…» 1796 года, составленном на основе ревизии 1795 года, деревня Омельковщина с поташным заводом названа среди селений, принадлежавших графам Ракицким, но пребываших в двойной заставе у панов Прозора и Павши. С 1797 года в Речицком уезде Минской губернии. В 1811 году находилась во владении Ракицких. В пореформенный период в составе Молодушской волости. В 1879 году обозначена в числе селений Малодушского церковного прихода. В 1897 году действовал хлебозапасный магазин, рядом находился одноимённый фольварк.
С 8 декабря 1926 года центр Омельковщинского сельсовета Хойникского района Речицкого, с 9 июня 1927 года по 26 июля 1930 года Гомельского округов, с 20 февраля 1938 года Полесской, с 8 февраля 1954 года Гомельской областей.
В 1930 году начальная школа, отделение потребительской кооперации. В 1931 году в деревне работали паровая мельница и лесопилка. Организован колхоз «Путь Ленина».
Во время Великой Отечественной войны в деревне и окрестных лесах базировался отдельный партизанский отряд имени А. В. Суворова. В январе 1943 года в районе деревни партизаны вели бой против карателей. В июне 1943 года оккупанты сожгли 135 дворов и убили 54 мирных жителя. На фронтах и партизанской борьбе погибли 252 жителя Омельковщинского сельсовета. В память о погибших в центре деревни в 1970 году установлена скульптура воина.
В 1959 году деревня была центром колхоза «Путь Ленина», действовало отделение связи.
В 1968 году к деревне присоединён посёлок Омельковщина.

## Население

### Численность
1980-е — жителей нет.

### Динамика
- 1850 год — 15 дворов, 117 жителей.
- 1897 год — 43 двора, 216 жителей, в фольварке — 2 двора, 30 жителей.
- 1908 год — 46 дворов, 315 жителей.
- 1930 год — 79 дворов, 411 жителей.
- 1940 год — 139 дворов, 608 жителей.
- 1959 год — 376 жителей, на хуторе 149 жителей (согласно переписи).
- 1980-е — жители переселены.

## Инфраструктура
В 1930-е годы возле деревни выявлены железорудные залежи.
Жилых домов нет (2004 год). Планировка состоит из 2 основных параллельных улиц с широтной ориентацией и нескольких переулков. Застройка двусторонняя, дома деревянные, усадебного типа.

## Достопримечательность
- Памятник погибшим Советским воинам (1972 год)

## Известные уроженцы, жители
- Никитенко, Пётр Романович — советский военный деятель, генерал-лейтенант.